# Vergabeverordnung
Die Vergabeverordnung (VgV) ist eine Rechtsverordnung der Bundesregierung, die seit ihrer Neufassung von 2016 der Umsetzung des Pakets zur Modernisierung des europäischen Vergaberechts dient. Dieses umfasst die Richtlinie über die öffentliche Auftragsvergabe (Richtlinie 2014/24/EU), die Richtlinie über die Vergabe von Aufträgen in den Bereichen Wasser-, Energie- und Verkehrsversorgung sowie der Postdienste (Richtlinie 2014/25/EU) und die Richtlinie über die Vergabe von Konzessionen (Richtlinie 2014/23/EU). Die Ermächtigung für den Erlass der Vergabeverordnung ergibt sich seitdem aus § 113 und § 114 Abs. 2 GWB.
Die Vergabeverordnung regelt das einzuhaltende Verfahren bei der dem Gesetz gegen Wettbewerbsbeschränkungen unterliegenden Vergabe von öffentlichen Aufträgen und bei der Ausrichtung von Wettbewerben durch den öffentlichen Auftraggeber. Sie ist nicht anzuwenden auf die Vergabe durch Sektorenauftraggeber zum Zweck der Ausübung einer Sektorentätigkeit, die Vergabe von verteidigungs- oder sicherheitsspezifischen Aufträgen und die Vergabe von Konzessionen (§ 1 VgV), die in eigenen Verordnungen geregelt sind.

## Anwendungsbereich
Die VgV ist anwendbar auf die dem Teil 4 des Gesetzes gegen Wettbewerbsbeschränkungen (§§ 97 ff. GWB) unterliegende Vergabe von öffentlichen Aufträgen und bei der Ausrichtung von Wettbewerben durch den öffentlichen Auftraggeber. Dafür ist der nach § 3 VgV geschätzte Auftrags- oder Vertragswert ohne Umsatzsteuer maßgeblich. Dieser muss die jeweils festgelegten Schwellenwerte erreichen oder überschreiten (sog. Oberschwellenbereich, § 106 Abs. 1 GWB). Für die Vergabe öffentlicher Liefer- und Dienstleistungsaufträge unterhalb der EU-Schwellenwerte gilt die Unterschwellenvergabeordnung.
Der jeweilige Schwellenwert ergibt sich gem. § 106 Abs. 2 GWB aus bestimmten EU-Richtlinien.  Das Bundesministerium für Wirtschaft und Energie gibt sie im Bundesanzeiger bekannt (§ 106 Abs. 3 GWB).
Der Schwellenwert beträgt danach seit dem 1. Januar 2024:
- 143 000 Euro bei öffentlichen Liefer- und Dienstleistungsaufträgen, die von den in Anhang I der Richtlinie 2014/24/EU genannten zentralen Regierungsbehörden als öffentlichen Auftraggebern vergeben werden,
- 221 000 Euro bei öffentlichen Liefer- und Dienstleistungsaufträgen, die von anderen als den in Anhang I der Richtlinie 2014/24/EU genannten öffentlichen Auftraggebern vergeben werden,
- 5 538 000 Euro bei öffentlichen Bauaufträgen,
- 143 000 Euro bei Wettbewerben, die von öffentlichen Auftraggebern durchgeführt werden, die zentrale Regierungsbehörden im Sinne des Anhangs I der Richtlinie 2014/24/EU sind und
- 221 000 Euro bei Wettbewerben, die von anderen als den in Anhang I der Richtlinie 2014/24/EU genannten öffentlichen Auftraggebern durchgeführt werden.

Die VOL/A, 2. Abschnitt für Ausschreibungen nach europäischem Recht oberhalb der Schwellenwerte und die VOF sind in der VgV aufgegangen. Bei der Vergabe von Bauaufträgen ist die VOB/A nach Maßgabe des § 2 VgV weiterhin anzuwenden.

## Vergabeverfahren
In Deutschland war das Vergaberecht traditionell als Teil des Haushaltsrechts mit dem Ziel geregelt, bei Beschaffungen die sparsame Verwendung der Haushaltsmittel zu sichern. Das EU-Vergaberecht verfolgt dagegen vor allem das Interesse, die nationalen Beschaffungsmärkte dem grenzüberschreitenden Wettbewerb innerhalb der EU zu öffnen. Es soll vor allem die Gefahr einer Bevorzugung einheimischer Bieter bei einer Auftragsvergabe und zugleich die Möglichkeit ausschließen, dass ein öffentlicher Auftraggeber sich von anderen als wirtschaftlichen Überlegungen leiten lässt.
Die Grundsätze der Vergabe sind in § 97 GWB normiert. Dazu zählen das Transparenz-, das Gleichbehandlungs- und das Wirtschaftlichkeitsgebot, außerdem sollen Aufträge nur an geeignete Unternehmen vergeben werden,  die beispielsweise ihre technische und berufliche Leistungsfähigkeit durch Referenzen nachweisen müssen.

## Rechtsschutz
Unternehmen haben Anspruch darauf, dass die Bestimmungen über das Vergabeverfahren eingehalten werden (§ 97 Abs. 6 GWB). Die Vergabe öffentlicher Aufträge und Konzessionen unterliegt der Nachprüfung durch die Vergabekammern des Bundes für die dem Bund zuzurechnenden öffentlichen Aufträge und Konzessionen und die Vergabekammern der Länder für die diesen zuzurechnenden öffentlichen Aufträge und Konzessionen (§ 155, § 156 Abs. 1, § 159 GWB).
Die Vergabekammern des Bundes sind beim Bundeskartellamt eingerichtet. Die Länder regeln die Zuordnung ihrer Vergabekammern eigenständig.
Gegen Entscheidungen der Vergabekammern ist die sofortige Beschwerde zulässig, über die ausschließlich das für den Sitz der Vergabekammer zuständige Oberlandesgericht durch einen Vergabesenat entscheidet (§ 171 GWB).